# Feldberg-Steig
Der Feldberg-Steig ist ein vom Schwarzwaldverein angelegter und mit einem grünen und orangefarbenen Schriftzug markierter Premiumwanderweg im Hochschwarzwald. Man erreicht bei der Wanderung etwa 520 hm beim Aufstieg und 520 hm beim Abstieg.

## Verlauf
Der Feldberg-Steig ist etwa 12,4 km lang und beginnt im Norden des Ortes Feldberg. Am Anfang verläuft der Feldberg-Steig parallel zum Europäischen Fernwanderweg E1 auf dem Franz-Klarmeyer-Weg am Haus der Natur vorbei. Danach trifft der Weg weiter auf Wiesenlandschaften. Anschließend geht die Route auf einem kleineren Weg bis zur Bergstation der Feldbergbahn Seebuck. Hier befindet sich auch das Bismarck-Denkmal auf 1441 m Höhe. Danach geht es auf den 1277 m hohen Feldberg. Hier befinden sich der Friedrich-Luise-Turm und der Sender Feldberg. Anschließend verläuft der Feldberg-Steig auf weiteren kleineren Wegen bis zur St. Wilhelmer Hütte. Von dort aus verläuft er auf dem Sankt-Wilhelmer-Hütten-Weg und anderen Wegen bis zur Zastler Hütte. Nachdem der Feldberg-Steig das Gebiet der Zastler Hütte durchquert hat, durchquert er auch den Bereich der Baldenweger Hütte und des Raimartihofs. Zuletzt verläuft er am Feldsee entlang auf dem Karl-Egon-Weg bis zum Startpunkt in Feldberg-Ort.